# دايسوكي ماتسوياما
دايسوكي ماتسوياما (باليابانية: 松山 大輔) (20 يوليو 1972 في أوساكا في اليابان – )؛ هو لاعب كرة قدم سابق كان يلعب كحارس مرمى.